# گوسوگلیپتین
گوسوگلیپتین (انگلیسی: Gosogliptin) دارویی برای درمان دیابت نوع دوم است. این دارو در دسته بازدارنده‌های دی پپتیدیل پپتیداز-۴ (DPP-4) (که گلیپتین نیز نامیده می‌شود) است.